# Konecsni György
Konecsni György (Kiskunmajsa, 1908. január 23. – Budapest, 1970. január 29.) Kossuth-díjas magyar festő, grafikus, bélyegtervező, egyetemi oktató.

## Életpályája
Bár a Képzőművészeti Főiskola festészeti szakán Rudnay Gyula tanítványa volt 1927–1931 között, később elsősorban grafikusként dolgozott, főleg plakátterveket készített. Politikai magatartásáért 1932-ben bebörtönözték. A második világháború előtt főként külföldi kiállításokon ért el sikereket. Bélyegtervezőként az 1940. évi Művész sorral és blokkal tűnt fel. Bár bélyegtervezőként csak 1940 és 1950 között kapott megbízásokat, de így is mindkét rendszer felkapott művésze volt a második világháború körüli években. Jellemző, hogy két sorozat és a Bajcsy-Zsilinszky emlékbélyeg kivételével az összes 1945. és 1946. évi új magyar bélyeget ő tervezte, miközben a második világháború alatt tervezett Hadvezérek sorozatának számos értéke és a teljes Nagyasszonyok sorozata forgalomban volt egészen 1946. június 30-áig, részben felülnyomatos kisegítő bélyegként vagy „betűs” (értékjelzés helyett betűkkel felülnyomott) postai belföldi bélyegként. A második világháború után plakátokat, festményeket és bélyegterveket alkotott. Az 1960-as évektől nagy méretű beltéri pannókra és mozaikokra kapott megbízásokat, több közintézmény számára.

## Tanárként
1946-ban megindította az alkalmazott grafika tanszéket az Iparművészeti Akadémián. 1949-ben a tanszék átköltözött a Képzőművészeti Főiskolára, ahol 1954-ig, majd tíz évi szünet után haláláig oktatott. 1969-től az Iparművészeti Főiskolán is tanított. Tanítványai között volt például Gross Arnold, Kass János, Reich Károly.

## Festményei
Az 1950-es években számos nagy méretű történelmi festményt alkotott, a 19. századi történelmi festészet modorában:
- Vihar előtt (Kádár Györggyel),
- Petőfi 48. március 15-én a Nemzeti Múzeum lépcsőjén,
- Rákóczi és Esze Tamás találkozása (1953).

## Plakátjai
Konecsni leginkább plakátjairól híres művész. Legsikeresebb plakátjai éppen a festői erényeket megkívánó idegenforgalmi kategóriában szárnyaltak a legszebb ívben.
Jelentősek háborúellenes és politikai plakátjai (Soha többé, Dobolok, dobolok…, És mégis lesz kenyér, Minden dolgozó pártja az MKP, A kenyér itt kezdődik), kulturális és különböző kiállítási plakátjai is.
Több plakát készült a különböző vásárok, az Országos Mezőgazdasági Kiállítás és vásár, Budapesti Nemzetközi Vásár, Országos Lakberendezési vásár, stb. népszerűsítésére.
Plakátjai időrendi sorrendben:
| Év                         | Cím                |
| -------------------------- | ------------------ |
| 1932                       | Baleset            |
| 1932                       | Gyógyvízben fürödj |
| 1932                       | Modiano            |
| 1933                       | Meinl              |
| 1934                       | Dorogi brikett     |
| 1934                       | Liz szappan        |
| 1935                       |                    |
| Kakas paszta               |                    |
| Budapest télen             |                    |
| Flóra szappan I.           |                    |
| Flóra szappan II.          |                    |
| Pálma sarok                |                    |
| Hubertus                   |                    |
| Idegenforgalmi             |                    |
| 1936                       |                    |
| Bakony                     |                    |
| Idegenforgalmi             |                    |
| Firenze parfüm             |                    |
| Dunántúl                   |                    |
| Balaton                    |                    |
| Budapest                   |                    |
| 1937                       |                    |
| Gáz fűt és hűt             |                    |
| Huszár penge               |                    |
| Állatkert                  |                    |
| Aquárium                   |                    |
| 1938                       |                    |
| Halpudding I.              |                    |
| Halpudding II.             |                    |
| Szent István év            |                    |
| Kiállítás                  |                    |
| Indanthren                 |                    |
| 1939                       |                    |
| Bor                        |                    |
| Boross                     |                    |
| Szegedi Szabadtéri Játékok |                    |
| Tokaji bor I.              |                    |
| MALÉRT                     |                    |
| Tokaji bor II.             |                    |
| 1940                       |                    |
| Budapesti vásár I.         |                    |
| Budapesti vásár II.        |                    |
| Balilla                    |                    |
| 1941                       | Globus konzerv     |
| 1942                       | Juventus Fürdő     |
| 1943                       | Kristályvíz        |
| 1944                       |                    |
| Képzőművészeti Kiállítás   |                    |
| Ördöglovas                 |                    |
| 1945                       |                    |
| Globus konzerv II.         |                    |
| Még mindig….               |                    |
| És mégis lesz kenyér I.    |                    |
| És mégis lesz kenyér II.   |                    |
| Egészségvédelmet           |                    |
| Dobolok                    |                    |
| Építs                      |                    |
| Soha többé                 |                    |
| Kik hívták föl…            |                    |

52. 1946 A család
53. 1946 Siess, adj, segíts
54. 1947 A kenyér itt kezdődik
55. 1947 Építészeti kiállítás
56. 1947 Palet serie
57. 1947 Kreutzberg I.
58. 1947 Kreutzberg II.
59. 1947 Kaméliás hölgy
60. 1948 Szabad nép
61.    1948 Családi kávé
62.    1948 Szit
63.    1949 Szabad nép
64.    1950 Hároméves terv
65.    1952 Új Kína
66.    1955 Dózsa
67.    1958 Nemzetközi fotókiállítás
68.    1958 Belga kiállítás
69.    1959 Mirelit
70.    1959 Fürdőváros
71.    1959 ORFEO
72.    1960 BNV
73.    1960 Párizsi balett
74.    1960 Az öreg hölgy látogatása
75.    1960 Plakátkiállítás
76.    1960 A felszabadult Budapest
77.    1960 Állami biztosító
78.    1960 Budapest vásár
79.    1960 A vihar kapujában
80.    1961 Trioxazin I.
81.    1961 Trioxazin II.
82.    1961 Trioxazin III.
83.    1961 Trioxazin IV.
84.    1961 Riksakuli I.
85.    1961 Riksakuli II.
86.    1961 Biedermann
87.    1961 Amerika egy francia szemével
88.    1961 Orion
89.    1961 Miskolci Biennale
90.    1961 Budapesti Vásár
91.    1961 Liszt – Bartók verseny
92.    1961 Jégrevü
93.    1962 Budapesti Vásár
94.    1962 Plakátkiállítás
95.    1962 LEHEL
96.    1962 Hamlet
97.    1962 Oedipus I.
98.    1962 Oedipus II.
99.    1962 Röltex
100.  1962 Cserélje ki…
101.  1962 B 12 (vitamin)
102.  1963 Adj vért
103.  1963 Bienal Sao Paulo
104.  1963 Artex
105.  1963 Grafika
106.  1963 Kiállítás
107.  1964 Adj vért I.
108.  1964 Adj vért II.
109.  1965 BNV
110.  1965 Reprodukció kiállítás
111.  1967 November 7
112.  1967 Labirint

## Művei közintézményekben
- Székesfehérvári pályaudvar pannója;
- Zalaegerszeg: MSZMP székház mozaikja;
- Budapest: a Fészek klub pannója;
- Szeged: Tisza Szálló étterme (mozaik).
- Győri pályaudvar mozaikja.[2]
- Mezőkövesd: Bárdos Lajos Ének-zenei Általános Iskola külső falán falképek

## Bélyegtervei

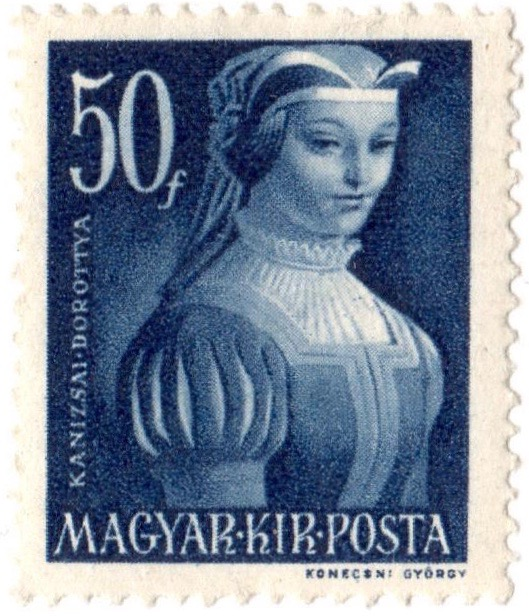
Kanizsai Dorottya

- A magyar történelem nagy nőalakjait ábrázoló sorozat (1939)
- Művész (sorozat, 4 érték és blokk) (1940)
- Királyok (sorozat, 6 érték) (1942)
- Hadvezérek (sorozat, 18 érték), (1943)
- Nagyasszonyok (sorozat, 6 érték), (Szent Erzsébet, Szent Margit, Szilágyi Erzsébet, Kanizsai Dorottya, Lorántffy Zsuzsanna, Zrínyi Ilona) (1944)
- Szakszervezet (I.) (sorozat, 8 érték), (1945)
- Újjáépítés (sorozat, 15 érték), (1945)
- Köztársasági emlék (1946),
- Lovasfutár (sorozat, 13 érték), (1946),
- Milliós (sorozat, 8 érték), (1946)
- Milliárdos (sorozat, 3 érték), (1946),
- Billiós (sorozat,
- Millpengős (sorozat, 11 érték), (1946)
- Vasútjubileum (sorozat, 4 érték), (1946)
- Adópengős (sorozat, 10 érték), (1946)
- Forint-fillér (sorozat, 13 érték), (1946)
- Parasztnapok ((sorozat, 3 érték), (1946)
- Béke (II.) (sorozat, 3 érték), (1947)
- Harmincéves a felszabadító Szovjetunió (sorozat, 3 érték), (1947)
- Szakszervezet (III.) (sorozat, 3 érték), (1949)
- U.P.U. (sorozat, 3 érték), (1949)
- U.P.U. (blokk), (1950)

## Díjai, elismerései
- Kétszer nyerte el a nemzetközi idegenforgalmi kongresszus arany vándorserlegét (Róma, 1934; Luzern, 1936)
- 1936-ban az Iparművészek Egyesületének ezüstérmét kapta,
- Az 1937-es párizsi világkiállításon a nemzetközi pavilonban kiállított számos plakátjával Grand Prix-t nyert, ugyanekkor Diplome d'Honneur-t (elismerő oklevelet)  is kapott a magyar pavilon egyik termének tervezéséért.
- 1939-ben három plakátjára az Iparművészeti Triennálé nagydíját kapta Milánóban.
- 1948-ban Köztársasági Érdemrend arany fokozata;
- Kossuth-díjas (1950, 1952),
- Érdemes művész (1968).
- Az októberi forradalom 50. évfordulójára rendezett kiállításon díjat nyert plakátjaival (1967)

## Egyéni kiállításai
- 1968-ban gyűjteményes kiállítást rendeztek plakátjaiból a Műcsarnokban.
- Emlékkiállítás Budapesten (1976)
- 2005 októberében Ellentétek szintézise címmel Konecsni plakátművészetét bemutató tárlat nyílt a Magyar Nemzeti Galériában.

## Részvétele csoportos kiállításokon (válogatás)
- 1953 • Békeplakát és ötéves terv grafikai kiállítás, Műcsarnok, Budapest
- 1955 • Képzőművészetünk tíz éve, Műcsarnok, Budapest
- 1958, 1961 • III–IV. Magyar Plakátkiállítás, Nemzeti Szalon, Budapest • Ernst Múzeum, Budapest • Műcsarnok, Budapest
- 1960 • Magyar Plakát-Történeti Kiállítás 1885-1960, Műcsarnok, Budapest
- 1966 • V. Magyar Plakátkiállítás, Nemzeti Szalon, Budapest • Műcsarnok, Budapest
- 1969 • Reklám ’69, Technika Háza, Budapest
- 1970 • Reklám ’70, Ernst Múzeum, Budapest
- 1975 • Jubileumi plakátkiállítás, Szépművészet Múzeum, Budapest
- 1986 • 100+1 éves a magyar plakát. A magyar plakátművészet története 1886-1986, Műcsarnok

## Emlékezete
- Szülővárosában, Kiskunmajsán a róla elnevezett múzeumban (Konecsni György Helytörténeti Gyűjtemény) az állandó kiállítás keretében mutatják be alkotásai és az életével kapcsolatos dokumentumok, tárgyak egy részét.

## Külső hivatkozások
- Bér Andor, Fogarasi Barna, Gazda István, Surányi László.  Bélyeglexikon. Budapest: Gondolat Kiadó (1988). ISBN 963 282 031 2